# Lithosia subcosteola
Lithosia subcosteola är en fjärilsart som beskrevs av Druce 1899. Lithosia subcosteola ingår i släktet Lithosia och familjen björnspinnare. Inga underarter finns listade i Catalogue of Life.